# Aït Atta

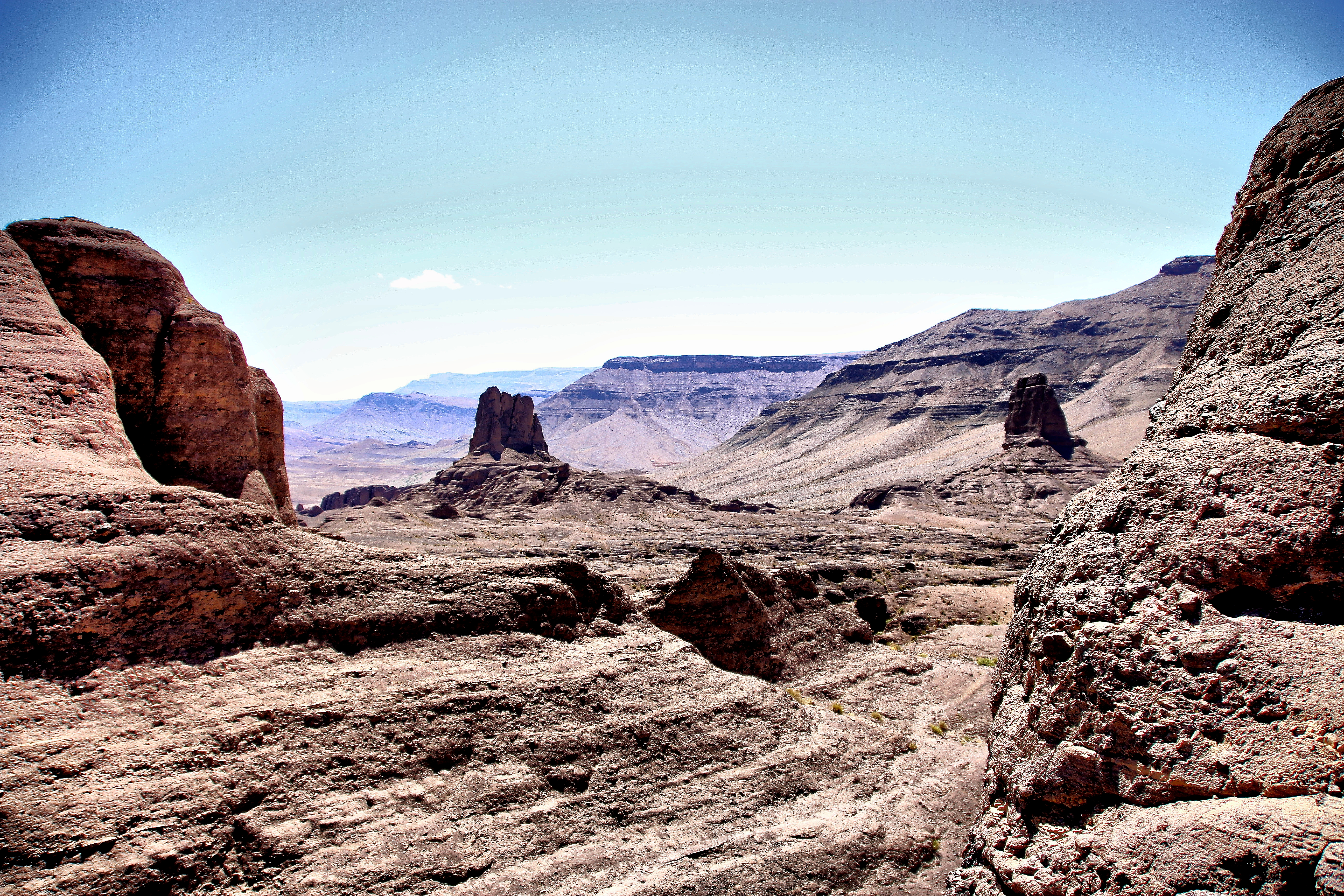
Bergwelt des Jbel Sarhro

Der konföderale Stamm Aït Atta (Tmazight ⴰⵢⵜ ⵄⵟⵟⴰ, arabisch آيت عطّا) gehört zur Ethnie der Beraber. Er umfasst eine seit dem 16. Jahrhundert nachgewiesene, aus mehreren Schlöh-Berberstämmen zusammengesetzte und Schätzungen zufolge gut 100.000 Angehörige zählende Stammesgruppe im Süden Marokkos. Diese führt ihre Herkunft auf den (vielleicht mythischen) Stammesvater Dadda Atta zurück.

## Siedlungsgebiet
Das meist aus Oasen bestehende Siedlungsgebiet der Aït Atta umfasst etwa 20.000 km² in den Fels- und Halbwüsten rund um den bis zu 2700 m hohen Jbel Sarhro. Größte Orte sind Tinghir (ca. 10.000 km²), N’Kob (ca. 7.000 km²) und Alnif (ca. 5.000 km²). Im 16. Jahrhundert dehnte der Stamm sein Herrschaftsgebiet kurzzeitig bis ins Tafilalet aus und zerstörte die Karawanenstadt Sijilmassa.

## Geschichte
Der als kriegerisch geltende Stamm der Aït Atta wurde erst in der Schlacht von Bou Gafer am 28. Februar 1933 von der französischen Kolonialmacht besiegt und entwaffnet, doch zogen sich vereinzelte Scharmützel noch bis ins Frühjahr 1934 hin.

## Wirtschaft
Oasenwirtschaft (Weizen und Gemüse) und halb-nomadisch betriebene Viehzucht (Schafe, Ziegen) bilden das wirtschaftliche Rückgrat der überaus regenarmen Region. In den letzten Jahrzehnten des 20. Jahrhunderts haben sich Fossilienschleiferei und -handel zu wichtigen Erwerbszweigen entwickelt.